# Herbert Aulitzky
Herbert Aulitzky (* 25. Februar 1922 in Innsbruck; † 8. April 2012) war ein österreichischer Ingenieur und Professor für Wildbach- und Lawinenverbauung an der Universität für Bodenkultur Wien.

## Leben
Aulitzky war der Sohn von Karl Aulitzky und der Philosophin Ida Aulitzky. Er wuchs in Wien auf. Nach dem Kriegsdienst im Zweiten Weltkrieg studierte er von 1945 bis 1948 Forstwirtschaft an der Hochschule für Bodenkultur in Wien (später Universität für Bodenkultur Wien). Während er an seiner Dissertation über Windverhältnisse in zentralalpinen Tälern arbeitete, war er im Forsttechnischen Dienst für Wildbach- und Lawinenverbauung (Sektion Tirol) tätig. 1950 schloss er das Doktorat ab.
Von 1953 bis 1963 leitete Aulitzky die neu eingerichtete Forschungsstelle für Lawinenvorbeugung und Subalpine Waldforschung in Obergurgl. Zu seinen Forschungsleistungen aus dieser Zeit gehört das Wind-Schnee-Ökogramm als Hilfsmittel für die Hochlagenaufforstung. Nachdem die Forschungsstelle geschlossen worden war, übernahm Aulitzky 1964 die Leitung der damaligen Gebietsbauleitung Innsbruck (später Mittleres Inntal). Parallel dazu habilitierte er im Fach Forstliche Bioklimatologie mit einer Arbeit über die Windverhältnisse einer zentralalpinen Hangstation in der subalpinen Stufe.
Ab 1967 war Aulitzky Universitätsdozent für forstliche Bioklimatologie. 1971 wurde er zum Leiter der Sektion Oberösterreich der Wildbach- und Lawinenverbauung bestellt. Von 1972 bis zur Emeritierung 1990 lehrte er als Ordentlicher Universitätsprofessor für Wildbach- und Lawinenverbauung an der Universität für Bodenkultur Wien. Er übernahm außerdem Gastprofessuren an den Universitäten Innsbruck, Krakau, Kyoto und an der Forstwirtschaftlichen Universität Peking.
Aulitzky trug mit zu einem in den 1970er-Jahren stattfindenden Paradigmenwechsel in der Wildbachverbauung bei, der von der reinen Verbauungstätigkeit hin zur Gefahrenzonenplanung führte. Diese wurde schließlich im Forstgesetz 1975 festgeschrieben.
Aulitzky war neben seiner Lehr- und Forschungstätigkeit unter anderem als Experte für den Europarat, das österreichische Parlament und die UNESCO tätig. Von 1969 bis 1980 gehörte er als beratendes Mitglied der Bodenschutzkommission des Europarates an. Von 1967 bis 1982 war er Vorsitzender des wissenschaftlichen Beirats der Internationalen Forschungsgesellschaft Interpraevent.
Aulitzky trug den Titel Wirklicher Hofrat. Er wurde 1983 mit dem Großen Silbernen Ehrenzeichen für Verdienste um die Republik Österreich und 1992 mit dem Österreichischen Ehrenkreuz für Wissenschaft und Kunst 1. Klasse ausgezeichnet. Von 1990 bis 2000 war er Mitglied der Europäischen Akademie der Wissenschaften und Künste. Weiters war er Ehrenmitglied der Ingenieurvereine der Wildbachverbauung in China und Österreich.

## Schriften (Auswahl)
- Lufttemperatur und Luftfeuchtigkeitsverhältnisse an der Wald- und Baumgrenze. Ein Beitrag zur Bioklimatik der Alpen. 1950.
- Die Bodentemperaturverhältnisse an einer zentralalpinen Hanglage beiderseits der Waldgrenze. 1967.
- Endangered alpine regions and disaster prevention measures. 1974, OCLC 601088837.